# Gilbert Duclos-Lassalle
Gilbert Duclos-Lassalle (nacido el 25 de agosto de 1954 en Lembeye) fue un ciclista francés, profesional entre los años 1977 y 1995, durante los cuales logró 72 victorias.
Tras numerosas victorias como amateur, Gilbert Duclos-Lassalle pasó a profesionales en 1977 en las filas del equipo Peugeot, al cual se mantuvo fiel durante toda su carrera, a pesar de los cambios de espónsor.
Destacó principalmente en carreras de un día, destacando las dos victorias consecutivas logradas en El infierno del norte, en la cual fue también 2.º en una ocasión. Otros puestos de honor incluyen el 4.º puesto logrado en el Campeonato del Mundo de 1980 y la 3.ª posición en el Campeonato de Francia de 1988.
Logró algunos triunfos de etapa en pruebas menores y la victoria en la clasificación general de la París-Niza en 1980. También fue 2.º en la misma prueba en el año 1982.
En 1984, fue campeón de Francia de persecución y subcampeón en la prueba americana.

## Palmarés
| 1976 (como amateur) - 1 etapa de la Vuelta a Austria - 1 etapa del Tour del Porvenir 1978 (como amateur) - 1 etapa del Tour de Corse 1980 - París-Niza - Ruta del Sur, más 1 etapa - Étoile des Espoirs, más 2 etapas - Tour de Corse, más 1 etapa - 1 etapa de la París-Bourges - 1 etapa del Tour d'Armorique 1981 - Gran Premio de Plouay - 2 etapas del Tour de Limousin 1982 - 1 etapa del Critérium Internacional - Tour de l'Oise - 1 etapa del Tour de Corse 1983 - Burdeos-París - Tour Midi-Pyrénées, más 1 etapa - G. P. de Fourmies - 1 etapa del Tour de Limousin - 1 etapa de los Cuatro Días de Dunkerque 1984 - Étoile des Espoirs, más 2 etapas 1985 - GP de la Villa de Rennes | 1986 - Tour de l'Oise - Vuelta a Suecia, más 1 etapa - Grand Prix de Plumelec - 2 etapas del Tour Midi-Pyrénées - 1 etapa del Tour d'Armorique 1987 - Gran Premio de Plouay - Boucles de l'Aulne - Clasificación de esprints intermedios del Tour de Francia 1988 - 3.º en el Campeonato de Francia en Ruta 1989 - Ruta del Sur 1990 - Critérium de As 1991 - Midi Libre, más 1 etapa 1992 - París-Roubaix 1993 - París-Roubaix - 1 etapa del Dauphiné Libéré 1994 - 1 etapa de la Ruta del Sur 1995 - 1 etapa de la Vuelta al País Vasco |

## Resultados
Durante su carrera deportiva ha conseguido los siguientes puestos en Grandes Vueltas y carreras de un día.

### Grandes Vueltas
| Carrera | Carrera         | 1977 | 1978 | 1979 | 1980 | 1981 | 1982 | 1983 | 1984 | 1985 | 1986 | 1987 | 1988 | 1989 | 1990 | 1991 | 1992 | 1993 | 1994 | 1995 |
| ------- | --------------- | ---- | ---- | ---- | ---- | ---- | ---- | ---- | ---- | ---- | ---- | ---- | ---- | ---- | ---- | ---- | ---- | ---- | ---- | ---- |
|         | Giro de Italia  | —    | —    | —    | —    | —    | —    | —    | —    | —    | —    | —    | —    | —    | 24.º | 36.º | —    | —    | —    | —    |
|         | Tour de Francia | —    | —    | 46.º | Ab.  | 28.º | 60.º | 59.º | —    | 61.º | Ab.  | 80.º | 36.º | —    | 65.º | 60.º | Ab.  | Ab.  | —    | —    |
|         | Vuelta a España | —    | —    | —    | —    | —    | —    | —    | —    | 49.º | —    | —    | —    | —    | —    | —    | —    | —    | —    | —    |

### Vueltas menores
| Carrera | Carrera              | 1977 | 1978 | 1979 | 1980 | 1981 | 1982 | 1983 | 1984 | 1985 | 1986 | 1987 | 1988 | 1989 | 1990 | 1991 | 1992 | 1993  | 1994 | 1995 |
| ------- | -------------------- | ---- | ---- | ---- | ---- | ---- | ---- | ---- | ---- | ---- | ---- | ---- | ---- | ---- | ---- | ---- | ---- | ----- | ---- | ---- |
|         | París-Niza           | —    | 8.º  | 54.º | 1.º  | 20.º | 2.º  | 48.º | —    | Ab.  | 25.º | 33.º | 32.º | —    | Ab.  | 40.º | —    | 100.º | —    | 65.º |
|         | Vuelta al País Vasco | —    | —    | —    | —    | —    | —    | —    | —    | —    | —    | —    | —    | —    | —    | —    | —    | —     | —    | Ab.  |

### Clásicas, Campeonatos y JJ. OO.
| Carrera               | Carrera               | 1977 | 1978 | 1979 | 1980 | 1981 | 1982 | 1983 | 1984 | 1985 | 1986 | 1987  | 1988 | 1989 | 1990  | 1991  | 1992 | 1993 | 1994  | 1995 |
| --------------------- | --------------------- | ---- | ---- | ---- | ---- | ---- | ---- | ---- | ---- | ---- | ---- | ----- | ---- | ---- | ----- | ----- | ---- | ---- | ----- | ---- |
| Omloop Het Nieuwsblad | Omloop Het Nieuwsblad | —    | —    | —    | —    | 2.º  | —    | 56.º | —    | —    | X    | —     | 16.º | —    | —     | —     | —    | 41.º | 65.º  | 57.º |
|                       | Milan San Remo        | —    | —    | —    | 15.º | 19.º | —    | 68.º | —    | —    | X    | 118.º | —    | —    | —     | 35.º  | —    | 86.º | —     | 85.º |
| A través de Flandes   | A través de Flandes   | —    | —    | —    | —    | —    | —    | —    | —    | —    | —    | —     | —    | —    | —     | —     | —    | —    | —     | 72.º |
| E3 Harelbeke          | E3 Harelbeke          | —    | —    | —    | —    | —    | —    | —    | —    | —    | —    | —     | —    | —    | 10.º  | —     | —    | 80.º | 46.º  | —    |
| Gante-Wevelgem        | Gante-Wevelgem        | —    | 18.º | 67.º | —    | 48.º | 14.º | 11.º | —    | 63.º | 16.º | 40.º  | —    | —    | 138.º | 141.º | —    | —    | —     | —    |
|                       | Tour de Flandes       | —    | —    | —    | 12.º | 25.º | —    | 11.º | —    | 23.º | —    | 86.º  | —    | 16.º | 13.º  | 30.º  | 67.º | 76.º | 63.º  | 78.º |
|                       | París-Roubaix         | —    | 28.º | 25.º | 2.º  | 22.º | 20.º | 2.º  | —    | —    | 34.º | 17.º  | —    | 4.º  | 6.º   | 12.º  | 1.º  | 1.º  | 7.º   | 19.º |
| Flecha Brabanzona     | Flecha Brabanzona     | —    | —    | —    | —    | —    | —    | —    | —    | —    | —    | —     | —    | —    | —     | —     | —    | 20.º | —     | —    |
| Amstel Gold Race      | Amstel Gold Race      | —    | —    | —    | 8.º  | 26.º | —    | 6.º  | —    | —    | 20.º | —     | —    | 69.º | 24.º  | 79.º  | 7.º  | 59.º | —     | —    |
| Flecha Valona         | Flecha Valona         | —    | 29.º | —    | —    | —    | —    | —    | —    | —    | —    | —     | —    | —    | —     | —     | —    | —    | —     | —    |
|                       | Lieja-Bastoña-Lieja   | —    | —    | —    | 11.º | —    | —    | —    | —    | —    | —    | —     | —    | —    | —     | —     | —    | —    | —     | —    |
| Clásica San Sebastián | Clásica San Sebastián | —    | —    | —    | —    | —    | —    | —    | —    | 46.º | —    | —     | —    | —    | —     | —     | —    | —    | —     | —    |
| Grand-Prix de Plouay  | Grand-Prix de Plouay  | —    | —    | 11.º | —    | 1.º  | —    | —    | —    | 6.º  | —    | 1.º   | —    | —    | —     | —     | 10.º | —    | —     | —    |
| París-Tours           | París-Tours           | 24.º | —    | 70.º | 18.º | —    | —    | —    | 6.º  | 46.º | 36.º | —     | —    | —    | —     | —     | —    | —    | 146.º | —    |
|                       | Giro de Lombardía     | —    | —    | 26.º | —    | —    | —    | —    | 15.º | —    | —    | —     | —    | —    | —     | —     | —    | —    | —     | —    |
| Mundial en Ruta       | Mundial en Ruta       | —    | —    | 36.º | —    | 4.º  | Ab.  | 19.º | —    | Ab.  | —    | 42.º  | 51.º | —    | 26.º  | —     | 61.º | —    | —     | —    |
| Francia en Ruta       | Francia en Ruta       | —    | —    | —    | —    | —    | —    | —    | —    | —    | —    | —     | 3.º  | —    | 7.º   | 26.º  | 11.º | 27.º | 22.º  | —    |

 —: No participa

Ab.: Abandona

X: Ediciones no celebradas

## Reconocimientos
- 2.º en la Bicicleta de Oro Francesa (1993)

## Equipos
- Peugeot-Esso-Michelín (1977-1981)
- Peugeot-Shell-Michelín (1982-1986)
- Z-Peugeot (1987-1989)
- Z (1990-1992)
- Gan (1993-1995)